# Benediktweg (Italien)
Der Benediktweg (Cammino di San Benedetto) ist ein italienischer Fernpilgerweg, der 2010 erstellt wurde. Er folgt den Lebensstationen des Benedikt von Nursia und führt von Norcia (Nursia) über Subiaco nach Montecassino.

## Weg

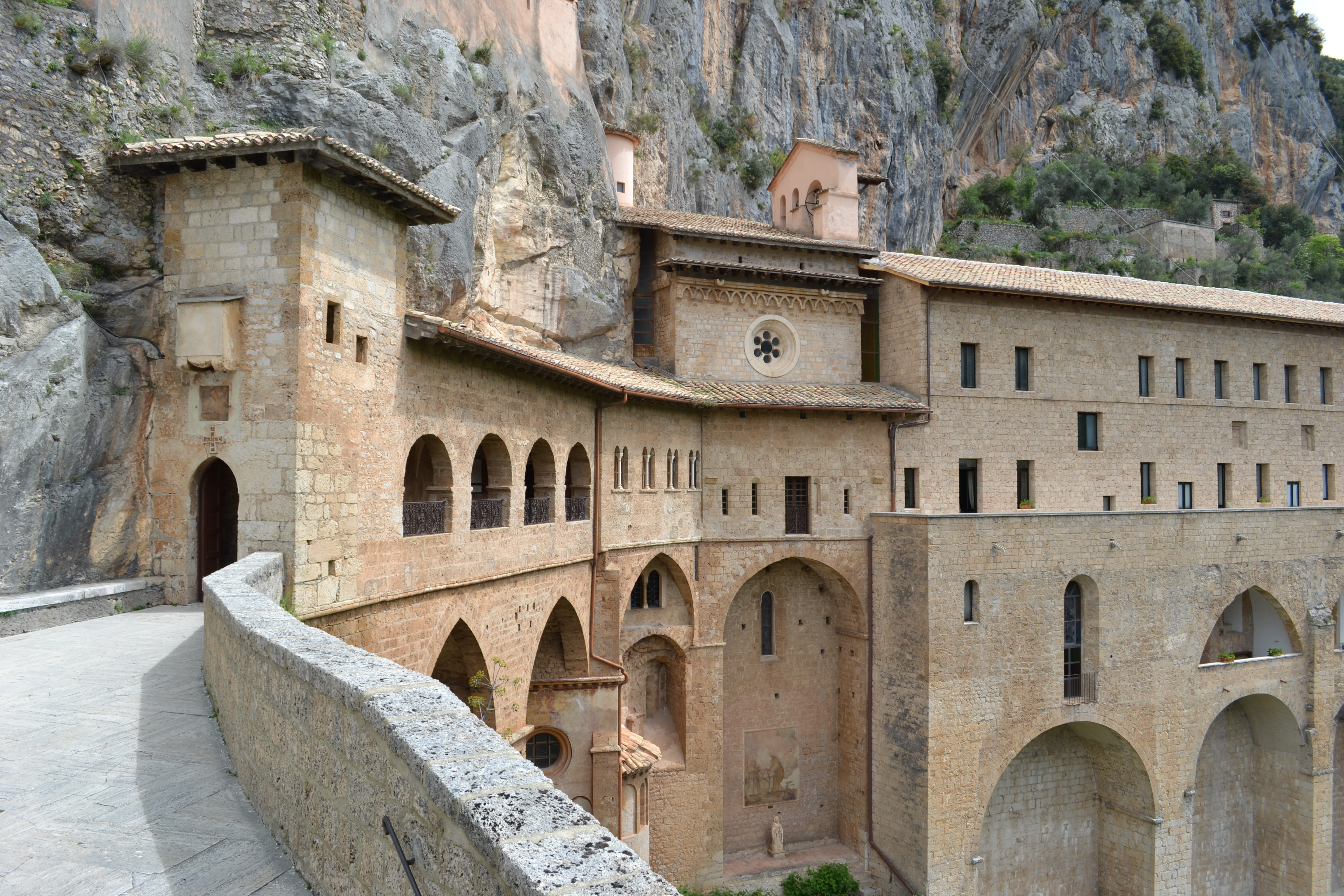
Subiaco – Il Sacro Speco di San Benedetto

Der Weg ist 310 km lang, die Alternative für Fahrräder etwa 350 km. Dabei werden 8.310 Höhenmeter im Aufstieg und 8.830 Höhenmeter im Abstieg bewältigt. Offiziell wird der Weg in 16 Etappen unterteilt, die durchschnittlich gut 20 km Strecke und 500 Höhenmeter umfassen.
1. Norcia > Cascia
2. Monteleone di Spoleto
3. Leonssa
4. Poggio Bustone (hier trifft der Weg auf den Franziskusweg und folgt ihm bis Rieti)
5. Rieti
6. Rocca Sinibalda
7. Castel di Tora
8. Orvinio
9. Mandela
10. Subiaco
11. Trevi nel Lazio
12. Collepardo
13. Casamari
14. Arpino
15. Roccasecca
16. Montecassino

Der Weg führt anfangs durch die Region Umbrien, später durch Latium. Er ist kein historischer Weg.

## Benedikt
Der Benediktweg führt zu den wichtigen Lebensstationen Benedikts:
- In Norcia wurde Benedikt geboren und wuchs auf, ebenso seine Zwillingsschwester Scholastika. Das Denkmal auf dem Hauptplatz bildet den Startpunkt des Weges.
- Mandela: Nach seiner ersten Zeit in Subiaco wurde Benedikt gebeten, dem nahe gelegenen Kloster in Vicovaro vorzustehen. Seine rigide Art erzeugte Widerstand der Mönchsgemeinschaft, die vergeblich versuchte, ihn zu vergiften. In Vicovaro beim Kloster San Cosimato, das bis ins 5. Jahrhundert zurückgeht, sind am Steilufer des Aniene Einsiedlerhöhlen aus dieser Zeit zu besichtigen.
- Subiaco: Hier hat Benedikt drei Jahre als Einsiedler in einer Höhle gelebt. Über dem Sacro Speco wurde später das Kloster San Benedetto errichtet. Nach dem Anschlag auf ihn kehrte Benedikt erneut nach Subiaco zurück und gründete in einem Gebäude der Villa Neros das Kloster San Clemente sowie zwölf weitere kleine Klöster. Davon besteht als einziger noch erhaltener Konvent Santa Scolastica.
- Montecassino: Aufgrund von Intrigen gegen ihn zog Benedikt mit Anhängern 529 nach Monte Cassino und gründete dort das Kloster, das als Mutterkloster der Benediktiner gilt. Er leitete dort die Gemeinschaft und verfasste für sie die wirkmächtige Regula Benedicti. 547 starb er hier.